# Toninia sedifolia
Toninia sedifolia (lange gebräuchliches Synonym: Toninia coeruleonigricans) ist eine auf kalkigen Böden siedelnde Flechte aus der Familie der Ramalinaceae. Der Gattungsname ehrt den italienischen Chemiker und Botaniker Carlo Tonini (1803–1877).

## Beschreibung
Der warzig-krustige Thallus von Toninia sedifolia wird durch blasig aufgetrieben wirkende Schuppen dominiert, die vor allem feucht olivbraun bis graugrün erscheinen und oft stark bläulich-weiß bereift sind. Die schwarzen, bis 3 mm breiten  Apothecien sind jung meist ebenfalls bereift.

## Verbreitung
Toninia sedifolia besiedelt vorwiegend kalkhaltigen Boden, Lücken in Kalkmagerrasen, Erdspalten in Kalkgestein oder auch kalkliebende Moose oder Kalkgestein. Sie ist in Mitteleuropa insbesondere in Mittelgebirgslagen anzutreffen und als eine Charakterart der sogenannten „Bunten Erdflechtengesellschaft“ öfters etwa mit Fulgensia fulgens oder Psora decipiens vergesellschaftet.